# Кодак Микола Пилипович
Микóла Пили́пович Кóдак (псевдонім — Микóла Русе́нко; 30 листопада 1946, Тишківка Златопільського району Черкаської області, нині — Новомиргородський район Кіровоградської області — 18 травня 2014, Київ) — український науковець-літературознавець, книгознавець, культуролог, критик. Доктор філологічних наук, фахівець з теорії та історії літератури.

## Біографія
Закінчив восьмирічну школу-інтернат у Златополі, три класи школи-інтернату в Кіровограді, отримав золоту медаль. 1965 вступив на філологічний факультет Кіровоградського педагогічного інституту імені О. Пушкіна, який закінчив 1969 з відзнакою.
З 1969 до 1972 працював (з перервою на службу в армії) асистентом кафедри української літератури цього ж інституту.
1969—1970 служив у радянській армії у Вітебську, останні місяці дослужував на офіцерських курсах в Іваново.
1972—1974 закінчив аспірантуру при Інституті літератури АН УРСР. З 1974 працював в. о. молодшого наукового співробітника відділу української радянської літератури Інституту літератури АН УРСР.
1975 року одружився з дочкою кадрового офіцера, математиком за освітою Ларисою Свиридівною Симоненко.
1977 захистив кандидатську дисертацію «Проблемы психологического анализа в современной советской литературе и роман-дилогия Ирины Вильде „Сестры Речинские“», написанням якої керував Леонід Новиченко.
1977—1981 працював науковим співробітником-консультантом сектору суспільних наук Президії Академії наук УРСР.
1981—1987 завідував відділом книгознавства Центральної наукової бібліотеки АН УРСР.
З червня 1987 до 1991 працював завідувачем відділу наукової інформації з суспільних наук АН УРСР.
1991—1992 — старший науковий співробітник відділу політичної інформації, завідувач сектору суспільно-політичних рухів на Україні Інституту соціології Академії наук України.
З 1992 до 2014 працює в Інституті літератури ім. Т. Г. Шевченка спочатку старшим науковим співробітником відділу нової української літератури, з 1996 — старшим, а з 1997 (після захисту докторської дисертації) — провідним науковим співробітником відділу теорії літератури.
В 1997 захистив докторську дисертацію на тему «Авторська свідомість письменника і поетика української літератури кінця ХІХ — початку ХХ ст.» (останню з фактично трьох написаних; перша — «Время. Произведение. Книга.»)

Могила Миколи Кодака, Байкове кладовище

Виховав когорту науковців-теоретиків, найвідоміші серед яких — Юрій Тимошенко (м. Черкаси), Олексій Кискін, Тетяна Білоброва (м. Ізмаїл), Олена Ляшенко (м. Київ), Юрій Климюк (м. Чернівці) та інші.
2004 року вийшов на пенсію, рік лікувався, а 2005 знову повернувся в Інститут літератури ім. Т. Г. Шевченка НАН України на посаду провідного наукового співробітника, на якій пропрацював до останніх днів життя.
Помер після важкої тривалої хвороби 18 травня 2014 в Києві. Був кремований, прах похований в колумбарії Байкового кладовища (ділянка № 1, 50°24′57.32″ пн. ш. 30°30′16.68″ сх. д. / 50.4159222° пн. ш. 30.5046333° сх. д.).

## Доробок
Автор наукових книг:
- «Психологізм соціальної прози» (1980);
- «Время. Произведение. Книга» (1987);
- «Поетика як система» (1988, 2010);
- «Траєкторія баладного трагізму. Динаміка жанру: 20-30-ті роки» (1999);
- «Авторська свідомість і класична поетика» (2006, 2014);
- «Микола Хвильовий як митець-психолог» (2008);
- «Огром Євгена Плужника-поета» (2008);
- «Драматика Миколи Куліша („Патетична соната“)» (2011),
- «Поетика Олеся Гончара-романіста» (2012),
- «Семіосфера Миколи Бажана: роздуми над творчістю Майстра» (2013);
- «Вибране: статті, рецензії, питання/проблеми теоретичні» (у 2-х тт., 2015);
- «Долаючи драматизм життя: наукові розмисли над творчістю Лесі Українки» (2016);

у співавторстві:
- «Сучасна українська лірика: процеси оновлення поетичних форм» (1982);
- «Бытие книги» (1991);
- «Культура українського народу» (1994).

2012 року видав єдину поетичну збірку «Сонети».
Написав й опублікував ряд літературно-критичних статей про творчість Т. Шевченка, Лесі Українки, В. Стефаника, В. Сосюри, М. Бажана, І. Багряного, В. Стуса, В. Базилевського, А. Дімарова, В. Слапчука, О. Шарварка, П. Коробчука та інших.
У співпраці з ПВД «Твердиня» (м. Луцьк) видав одинадцять книг.

## Нагороди
- Медаль АН УРСР та Премія для молодих учених (1979).
- Лауреат літературної премії ім. Сергія Єфремова (Інститут літератури НАН України (2007).
- Звання та диплом Почесного професора Ізмаїльського державного педагогічного інституту за видатні досягнення в галузі освіти і на честь 60-річного ювілею (2006).